# Championnat d'Espagne masculin de handball 2004-2005
Navigation
Liga ASOBAL 2003-2004 Liga ASOBAL 2005-2006
La saison 2004-2005 de la Liga ASOBAL est la 45e édition de la première division espagnole de handball.
Le Portland San Antonio remporte son 2e titre dans la compétition et devance d'un point le tenant du titre, le BM Ciudad Real.

## Classement final
Le classement final est
|    | Équipe                   | Pts | J  | G  | N | P  | Bp  | Bc   | Diff |
| -- | ------------------------ | --- | -- | -- | - | -- | --- | ---- | ---- |
| 1  | Portland San Antonio     | 56  | 30 | 28 | 0 | 2  | 906 | 725  | 181  |
| 2  | BM Ciudad Real (T, S, A) | 55  | 30 | 27 | 1 | 2  | 987 | 746  | 241  |
| 3  | Caja España Ademar       | 50  | 30 | 24 | 2 | 4  | 980 | 800  | 180  |
| 4  | FC Barcelone             | 50  | 30 | 25 | 0 | 5  | 964 | 809  | 155  |
| 5  | Balonmano Valladolid (R) | 44  | 30 | 21 | 2 | 7  | 932 | 837  | 95   |
| 6  | BM Granollers            | 30  | 30 | 13 | 4 | 13 | 819 | 833  | -14  |
| 7  | Bidasoa Irún             | 26  | 30 | 12 | 2 | 16 | 782 | 833  | -51  |
| 8  | Frigoríficos Morrazo     | 25  | 30 | 10 | 5 | 15 | 779 | 828  | -49  |
| 9  | BM Altea                 | 22  | 30 | 10 | 2 | 18 | 760 | 832  | -72  |
| 10 | JD Arrate                | 22  | 30 | 10 | 2 | 18 | 791 | 851  | -60  |
| 11 | Teka Cantabria           | 21  | 30 | 10 | 1 | 19 | 767 | 867  | -100 |
| 12 | Balonmano Alcobendas (P) | 20  | 30 | 10 | 0 | 20 | 804 | 865  | -61  |
| 13 | CBM Torrevieja (P)       | 19  | 30 | 8  | 3 | 19 | 823 | 868  | -45  |
| 14 | Almería 2004             | 18  | 30 | 9  | 0 | 21 | 741 | 820  | -79  |
| 15 | Teucro ENCE              | 18  | 30 | 8  | 2 | 20 | 814 | 887  | -73  |
| 16 | Vamasa Valencia          | 4   | 30 | 2  | 0 | 28 | 767 | 1015 | -248 |

|     | Qualification pour la Ligue des champions |
|     | Qualification pour la coupe des Coupes    |
|     | Qualification pour la coupe de l'EHF      |
|     | Relégation en Division 2                  |
| (T) | Tenant du titre                           |
| (R) | Vainqueur de la Coupe du Roi              |
| (A) | Vainqueur de la Coupe ASOBAL              |
| (S) | Vainqueur de la Supercoupe d'Espagne      |
| (P) | Promu de Division 2 en début de saison    |

## Statistiques et récompenses

### Meilleurs joueurs
Les meilleurs handballeurs de l'année, élus par les entraîneurs de la Liga ASOBAL, sont, :
- Meilleur joueur : non décerné
- Gardien de but :  José Javier Hombrados, BM Ciudad Real
- Ailier gauche :  Juanín García, CB Ademar León
- Arrière gauche :  Iker Romero, FC Barcelone
- Pivot :  Rolando Uríos, BM Ciudad Real
- Demi-centre :  Jackson Richardson, Portland San Antonio
- Arrière droit :  László Nagy, FC Barcelone
- Ailier droit :  Mirza Džomba, BM Ciudad Real
- Entraîneur :  Juan Carlos Pastor, Balonmano Valladolid

### Meilleurs buteurs
Les meilleurs buteurs sont :
| Rang | Joueur                    | Équipe               | Buts |
| ---- | ------------------------- | -------------------- | ---- |
| 1    | Julio Fis                 | BM Valladolid        | 271  |
| 2    | Vojislav Kraljić          | Almería 2004         | 181  |
| 3    | Davor Čutura              | Teucro ENCE          | 178  |
| 3    | Juanín García             | CB Ademar León       | 178  |
| 5    | Alen Muratović (en)       | Frigoríficos Morrazo | 169  |
| 6    | Žikica Milosavljević (en) | Teka Cantabria       | 165  |
| 7    | Iker Romero               | FC Barcelone         | 165  |
| 8    | Eric Gull                 | Balonmano Valladolid | 159  |
| 9    | Antonio Cartón            | Bidasoa Irún         | 154  |
| 10   | Mirza Džomba              | BM Ciudad Real       | 151  |

Remarque : les 271 buts du Cubain Julio Fis constituent le record du Championnat d'Espagne.

### Meilleurs gardiens de buts
Avec 41 % de tirs arrêtés, le Croate Venio Losert, successeur à Pampelune du cubain Vladimir Rivero décédé en novembre, est le gardien le plus « efficace » de la saison. Suivent Jorge Martínez et Kasper Hvidt, le binôme de l'Adémar León, ainsi que Arpad Šterbik (Ciudad Real) avec 39 %.